# 森田花央里 (作曲家)
森田 花央里（もりた かおり、1987年 - ）は、日本の作曲家、編曲家、ピアニスト、作詞家。大分県生まれ、東京在住。

## 来歴
大分県立大分上野丘高等学校音楽部（合唱）OG。東京藝術大学音楽学部作曲科卒業。
2012年、奏楽堂日本歌曲コンクール第19回作曲部門、中田喜直賞の部で入選したほか、2014年、全日本合唱連盟と朝日新聞社の主催による2013年度・第24回朝日作曲賞（合唱）受賞。また、2015年、東京リーダーターフェル1925の創立90周年記念事業公募でも最優秀賞を受賞している。
熊本県立劇場からの委嘱作品「児童合唱組曲くまモン」が、2016年の第58回熊本県芸術文化祭でプレミア公開され、好評を博した。そのほかにも多くの作曲、編曲を手掛けている。また、自作品では日本語、英語による作詞も行う。
ジャズピアニストとしては、NHK総合で放送されたドラマ形式のバラエティ番組（バラエティー・ドラマ）「祝女～shukujo～」の舞台版「祝女～shukujo～season2」に出演し、タレントのYOUと共演。また、横浜市・関内のジャズピアノ・バー「アールズ トライベッカ」で開催されているランチタイム JAZZ SOLO & SESSION、東京・竹芝のレストラン「TSUKI sul La mer」のディナータイム演奏などで活躍している。
2021年3月には「浜松から世界初演作品を発信!」がテーマの「バンド維新2021」で新曲2曲を初演。

## 受賞歴
- 2012年 – 奏楽堂日本歌曲コンクール　第19回作曲部門　中田喜直賞の部入選
- 2014年 – 第24回朝日作曲賞（合唱） 「青い小径」（混声合唱組曲）
- 2015年 – 東京リーダーターフェル1925創立90周年記念事業公募 最優秀賞　「草の夢」（男声合唱組曲）
- 2017年 – 第1回ハンナ作曲賞歌曲部門優秀賞[1]「たもと」

## 現在の主な活動

### 楽曲制作活動
新作、委嘱。オーケストラ、合唱、吹奏楽、アンサンブル、ソロなど、可能な限り、対応。編成の決定に際し、楽器の性質、歴史的背景、初演後の扱いなどを考慮した作曲家からのアドバイスも行える。また、編曲、委嘱も。各種BGM、ジャズやポップスのポップスの楽曲アレンジ、演奏用楽譜、パート譜の制作、DAW生演奏による音源制作。自身の作品では日本語、英語の作詞も手掛けている。

### 演奏活動
クラシックからジャズ、ポップスまで、幅広いジャンルの伴奏や演奏会、ライブのサポート、さらにはコード譜などの即興演奏なども行う。

### 講師活動
セミナーや合唱祭での講師活動を行なっている。クラシック、ジャズ、ポップスなど、各アプローチからの総合的な楽曲分析や演奏へのポイント、さらにはジャズ、ポップスにおけるコード理論を使ったクラシック音楽での和声解釈、ハーモニーの付け方などを指導している。

### レッスン活動
個人レッスンでは作曲・編曲法や演奏、和声・楽曲分析、ジャズやポップスにおけるコード理論 、演奏、合唱団のレッスンやグループレッスンでは自作品演奏へのアプローチ、自作品以外の楽曲分析、ジャズやポップスの演奏法などを指導。依頼内容の責任を果たせると判断した場合にはオンライン・メールによる添削も行なっている。

## ディスコグラフィー

### CD
「辻秀幸,洗足学園音楽大学コールファンタジア – 混声合唱とピアノのための組曲「青い小径」
2014年4月19日発売
ブレーン　BOCD-5325
組曲「青い小径」の作曲
「原永里子 – 風の記憶
2014年11月13日
Le Petit Disque　LPDCD013
東洋ライスの金芽米のテレビCMソングにも使われた「風の記憶」を作曲。
「IL DEVU – NUKUMOR
2015年9月16日発売
日本コロンビア　COZQ-1071-2
「涙そうそう」ほか全3曲の編曲を担当
「NHK東京児童合唱団ユーシンガーズ・ユースメンズクワイアU – 笑顔～心に届け！うたのチカラ～
2017年2月8日発売
日本クラウン　CRCI-20829
「涙そうそう」の編曲を担当
「IL DEVU – LOVE CHANGES EVERYTHING
2020年9月30日発売
日本コロムビアCOCQ-85504
「花は咲く」ほか全3曲の編曲を担当
「山田和樹 アンセム・プロジェクト – 世界の国歌
2020年11月4日発売
キングレコード　KIZC-588～94
43曲の編曲を担当
「SiriuS – 星めぐりの歌
2020年12月23日発売
日本コロンビア　COCQ-85517
「Grace – 愛はここに」作曲のほか、4曲の編曲を担当

## 主な作品
「組曲　三味線草」
初演は2014年7月27日。全曲初演は2017年2月28日。詩は竹久夢二。
「春の手」
2016年3月28日に開催された『Spring Seminar 2016 新作合唱曲による公開講座 』で発表された。詩は竹久夢二。
「石像の歌」
未出版の混声合唱組曲。東京のCANTUS ANIMAE が2016年5月8日に初演。ドイツの作家であるリルケの詩を自身が翻訳した歌詞で作曲された。
「ひかりの世界からの手紙」
未出版。2016年9月6日、神奈川県立音楽堂にて発表。葉祥明の絵・文による絵本「ひかりの世界」から、一部抜粋して作曲されたもの。
「くまモン」
2016年8月28日に公開され、2017年4月14日に出版された児童合唱組曲。作詞も担当している。委嘱は公益財団法人熊本県立劇場。
「眞實」
2016年3月28日に出版された混声合唱作品。詩は竹久夢二のもの。
「約束の向こう」
教育音楽　中学・高校版2016年9月号で発表された混声3部合唱の作品。詩も本人の手による楽曲。
「虹の夢」
教育音楽　中学・高校版2016年12月号で発表された混声3部合唱の作品。詩も本人の手による楽曲。
「五月に」
教育音楽　中学・高校版2017年6月号で発表された混声3部合唱の作品。詩も本人の手による楽曲。
「歳月」
2017年12月21日に公開された女声合唱組曲で、詩は戦後日本を代表する女流詩人・茨木のり子が亡き夫に宛てて30年以上にもわたり書き続けたもの。『泉』、『椅子』、『歳月』ほか、全5曲で構成されている。
「星の旅」
2018年3月18日に公開され、2019年5月23日に出版された混声合唱組曲。詩は谷川俊太郎。全日本合唱コンクールで課題曲として自身の作品「鐘」を歌った G.U.CHOIRのために書かれた。
「みどりの窓」
2018年3月18日に公開され、2019年5月23日に出版された混声合唱曲。詩は竹久夢二。
「Can You Be a Rock Star」
2020年3月15日に出版された吹奏楽、合唱、または、シンガーのための楽曲。英語の詩も本人の手による。元々はバンド維新2020で初演予定だった。2021年3月、バンド維新 2021で初演。
「Harmony of You and Me」
2020年3月15日に出版された吹奏楽、合唱、または、シンガーのための楽曲。英語の詩も本人の手による。元々はバンド維新2020で初演予定だった。2021年3月、バンド維新 2021で初演。
そのほか、編曲も多数手がける。